# Fellstempel
Ein Fellstempel, auch allgemeiner Fabrikmarke, Fabrikzeichen, Schutzmarke oder Herstellermarke, ist ein durch Pelzzurichter und Pelzveredler auf der Lederseite der Felle aufgedrucktes Kennzeichen, beziehungsweise das Gerät zum Aufbügeln oder Aufdrucken des Stempelabdrucks. In Kurzform nennt der Stempel die Herstellerfirma, manchmal zusätzlich eine besondere Veredlungsspezialität des Unternehmens.
Auch wenn die Fellstempel häufig in den Firmenbriefköpfen abgebildet werden, sind sie als Fellveredlungskennzeichen von den Firmenzeichen zu unterscheiden.

## Ausführung
Um auf dem Fellleder gut lesbar zu sein, sollten die Fellstempel ein einfaches, klares Design haben. Die Grundform der Marken entspricht häufig der runden Form der früheren Poststempel. Der Durchmesser dürfte selten über etwa fünf Zentimeter hinausgegangen sein. Daneben waren jedoch viele weitere Gestaltungen in Gebrauch, dreieckig, oval oder frei gestaltet, ganz ohne Umrandung. Die Fellstempel enthielten immer den Firmennamen, häufig in abgekürzter Form, dazu meist den Ort des Firmensitzes und eventuell eine weitere Heraushebung des Unternehmens. Aus technischen Gründen waren sie in der Regel einfarbig.

## Geschichte
Die Londoner Vereinigung der Pelzzurichter, Kürschner und Fellhändler, die Worshipful Company of Skinners ließ anfangs fehlerhafte Felle mit einem roten Kreuz markieren, das offenbar von einigen  unkorrekten Handwerkern wieder abgeschabt werden konnte. Bereits seit 1594 wurden dann Kupferplatten mit dem eingravierten Wappen der Company zum Stempeln und Kennzeichnen von Fellen verwendet. Den „Tawyers“, den Pelzzurichtern, war es durch Verordnung untersagt, die Köpfe der ihnen überlassenen Felle abzuschneiden, da deren Besitzer sonst nach der Zurichtung nicht mehr in der Lage waren, ihre Felle zu identifizieren.

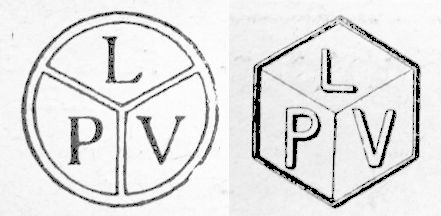
Die Leipziger Pelz Veredelungs G.m.b.H. musste, um Irrtümer zu vermeiden, auf Veranlassung der Firma Rauchwaren-Zurichterei und Färberei A.-G. Markranstädt ihre Schutzmarke ändern (1922)

Im Juli 1922 verkündeten 25 deutsche Pelzveredlungsunternehmen per Rundschreiben, dass sie es künftig ablehnen, zugerichtete Ware ohne einen Stempel mit der amtlich geschützten Stempelnummer eines Mitglieds des Verbands Deutscher Rauchwaren-Zurichtereien und Färbereien angeschlossenen Zurichtereien anzunehmen. Ausgenommen war die Lissaer Zurichtung auf Kanin, alle chinesische Waren und Lammfelle ausländischer Herkunft. Als Begründung wurde angegeben: „Die große Zahl von Neugründungen im Zurichterei-Gewerbe bietet bei der Vielgestaltigkeit der meist noch nicht ausgeprobten Zurichte-Methoden keine Gewähr mehr für die Güte der Leder- und Haarbeschaffenheit, welche für die Herstellung eines einwandfreien Fabrikates von den Färbern beansprucht werden muß. Nachdem sich durch den Mangel an Facharbeitern Mißstände herausgebildet haben, die als katastrophal bezeichnet werden müssen, glauben die unterzeichneten Färbereien es nicht weiter verantworten zu können, auch noch den guten Ruf der Veredlungsindustrie durch unzuverlässige Lieferungen aufs Spiel zu setzen.“ Der Verband Deutscher Rauchwaren-Zurichtereien und Färbereien Leipzig schlug eine Zwangsstempelung durch die Zurichtereien vor, um bei Problemen eine Rückverfolgung zu ermöglichen. Nach einigen Ausseinanderstzungen wurde die Zwangsstempelung beschlossen.
In der zweiten Hälfte des 20. Jahrhunderts ließen manche Zwischenhändler oder Auktionsgesellschaften gelegentlich auch umfangreiche Produktanpreisungen auf die Felle drucken. Neben einigen anderen ließ auch der Einzelhandelskonzern C&A seine Felle mit einem eigenen Stempel, „CUNDA PELZ SPEZIALVEREDLUNG“, versehen, vermutlich um die Rückverfolgung bei Diebstählen zu erleichtern. Der Hamburger Kürschnermeister Otto Berger ließ als Warenzeichen für besonders hochwertige Swakarafelle den Begriff „WATERSILK“ schützen. Die Anpreisung dazu, einschließlich der Marke „Swakara“ und der Veredlermarke „Thorer“, bedeckte die Lederseite fast des gesamten Karakulfells.
Im letzten Viertel des 20. Jahrhunderts wurden neben dem herkömmlichen, mit dem Haar nach außen zu tragenden Pelz immer mehr wendbare Teile gearbeitet. Das konnten Textilmäntel mit Pelzabseite sein, aber in bedeutendem Umfang waren es auch veloutierte oder nappierte Mäntel und Jacken in fast allen Pelzarten. Hierfür kamen wesentlich nur unbeschädigte Felle mit einer sauberen Lederseite infrage. Da nicht von vornherein feststeht, wofür die Felle Verwendung finden werden, sind seitdem fast alle Felle nicht mehr gestempelt.

## Aufbringung
Früher wurden diese Zeichen mit einfachen Prägestempeln in roter Farbe auf die Felle aufgetragen, die nach dem bei der Weiterverarbeitung üblichen Anfeuchten, Ausstrecken und Spannen durch den Kürschner meist wieder verschwanden. Interessant waren die chinesischen Aufdrucke, selbst auf den zarten Hermelinkanin-Fellen. Später wurden auf Seidenpapier aufgetragene Bügel- oder Plättmarken eingeführt. Dies sind entweder Einzelblättchen für den elektrisch erhitzbaren Handstempel oder Papierrollen zum halbautomatischen Auftrag. 
Im Juni 1932 erhielt Alfred Taubert in Leipzig-Wahren ein Patent auf eine „Vorrichtung zum Signieren von Fellen, Häuten o. dgl.“. Dabei handelte es sich offensichtlich um die Weiterentwicklung bereits bestehender Geräte. Die zu signierenden Felle oder Häute wurden dabei nacheinander auf einem über Walzen und über einen Tisch gleitenden Förderband unter dem Stempel durch absatzweisen Schub hindurchgeführt und gleichzeitig gezählt. Die selbständige Ein- und Ausrückung der Ablegeschurre erfolgte durch einen mit einem Fußhebel verbundenen Hebel.
Bei der Murrhardter Pelzveredlung (MPV, 2015 aufgelöst) wurde mit einem Gerät gearbeitet, bei dem der Weitertransport zur nächsten Bügelmarke per Fußbetrieb erfolgte.

## Weltbekannte Fabrikmarken

Fabrikmarken auf Fellen
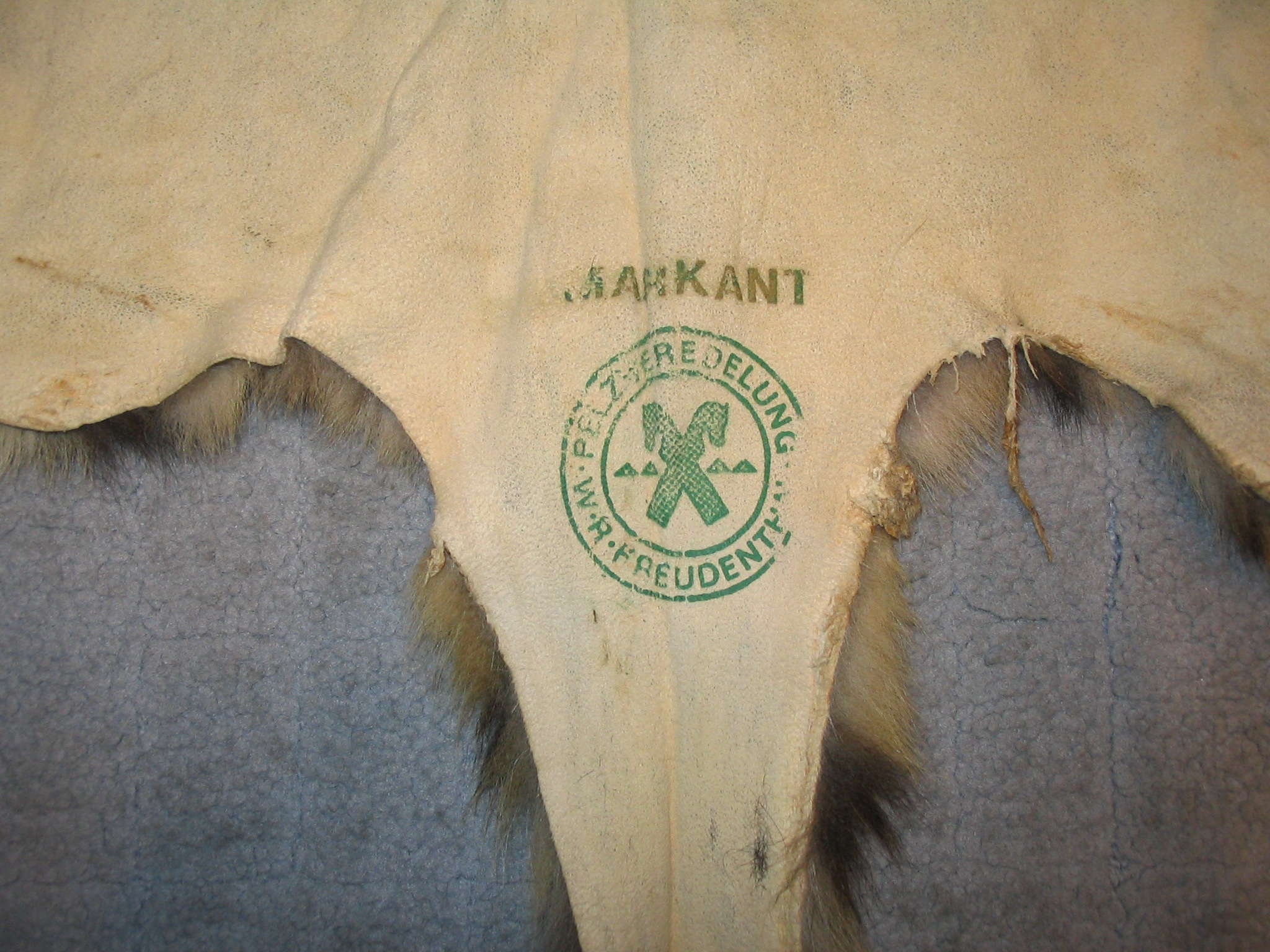
„MARKANT“ „Pelzveredlung W•R•Freudenthal“. Mit der Abbildung von gekreuzten niederdeutschen Giebel-Pferdeköpfen
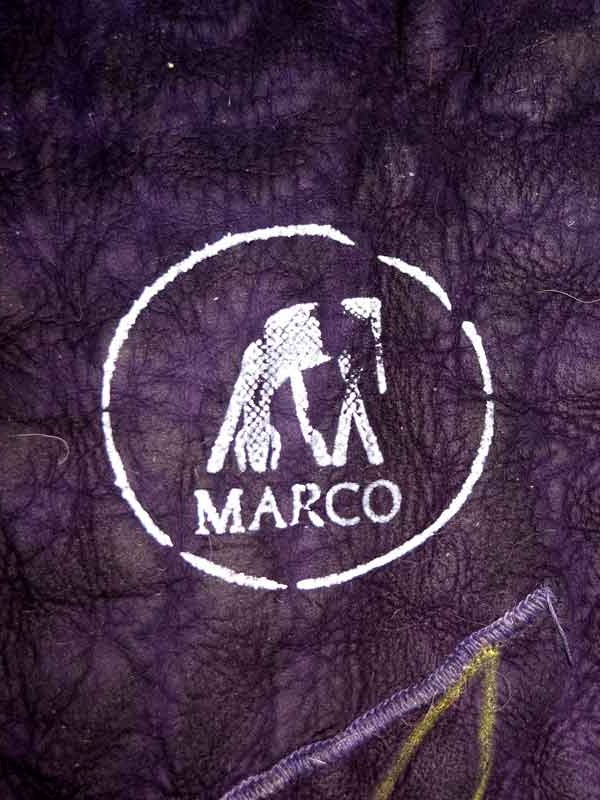
„Marco“ (Fränkische Pelzindustrie – Marco Pelz). Mit der Abbildung eines grasenden Lamms

Ein österreichisches Pelzlexikon aus dem Jahr 1949 führte die folgenden „weltbekannten Fabriksmarken“ auf:
Frankreich
S.P.A.L., Paris; B.R. Montreuil; A.H.S. Choisy-le-Roi; L.C.C. Lacourbat, Lyon; Chapal, Montreuil; J.M. Montreuil; SATAB. Vincennes; S.I.D.A. Montreuil; SDFRAPEL Asnieres; P.L. Paris; ARD Gentilly; PR. Reims; AB. Paris
Belgien
BDV Gare de Quatrecht; EH. Gentbrugge; SATAB, TSF Brüssel; HDC Brüssel; TOR Brüssel; EB Gentbrugge; LZ Mont St. Amand Lez Grand; SAS Mont St. Amand Lez Grand; CSM Gentbrugge; Blesiere Brüssel; PDS Destelbergen
England
AF London; BH London; SK London; Columbia London; P&H  Tottenham (Parkin & Harris);  George Rice Stratford (London); SW London
Italien
PM Milano; CP Milano; MIPP Milano; GC Firenze, ASMARA Milano; AM Catania; CM Milano; IMPA Padova; MLP Milano
Österreich
FO-KA Wien; JZSch Wien (J. Z. Schütz); LAGO Wien; JZ&S Wien (Johann Zaoral & Söhne); DrK&S Ried
Ungarn
Pannonia, Budapest
Schweiz
S.A. Lustra A.G., Fribourg
Deutschland
TT (Thorer) Leipzig; HTh Leipzig-Taucha; C. F. Th. Lindner Leipzig; TKL Leipzig; AP Frankfurt (Adolf Petzold)
U. S. A.
Northern New York; HGM New York; RUDERMAN New York; Radosta New York; Lippmann Kuna Corp. New York; MID-West New York; APEX New York.

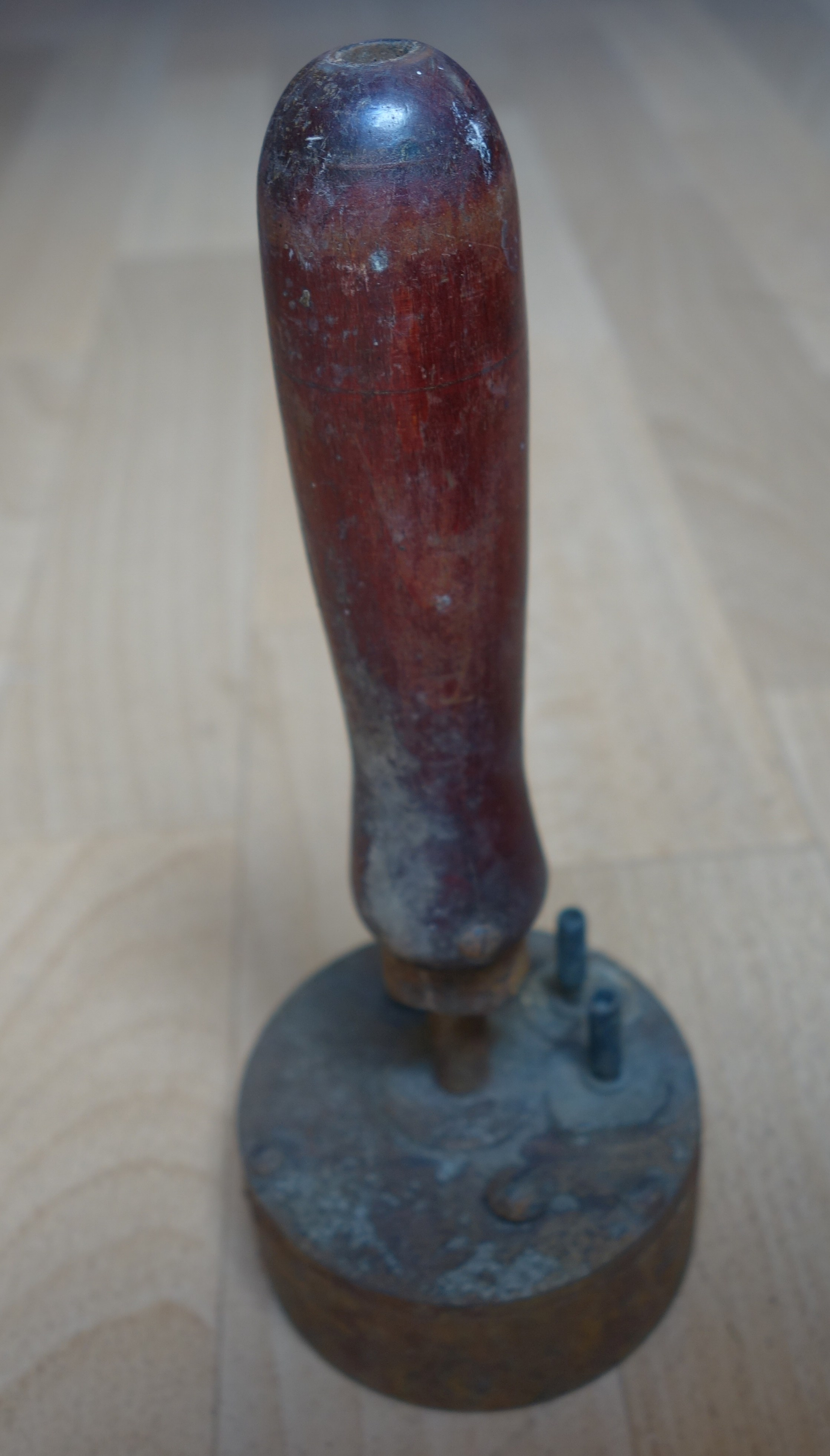
Elektrisch erhitzbarer Fellstempel
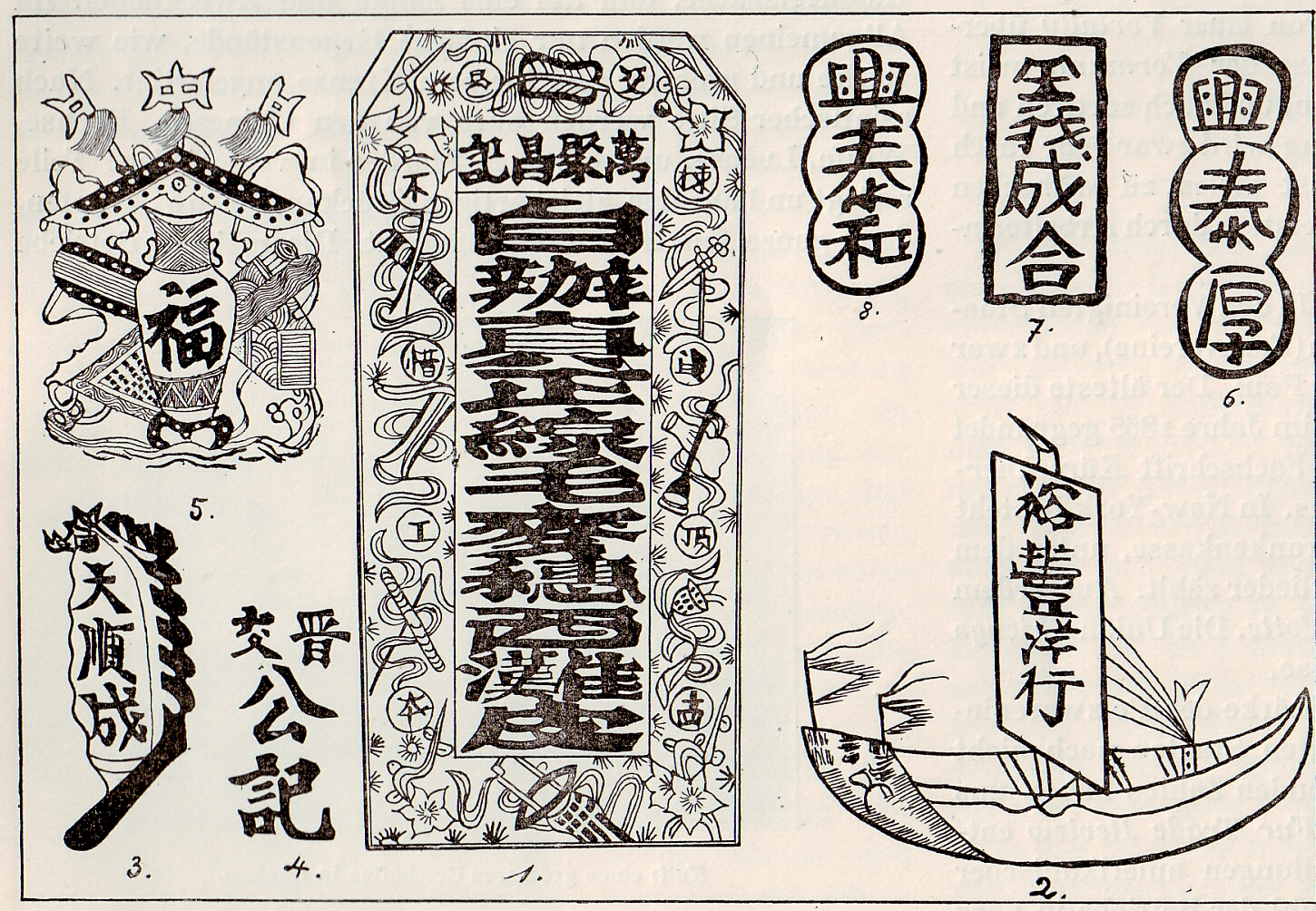
Chinesische Fellstempel (ca. 1900)*
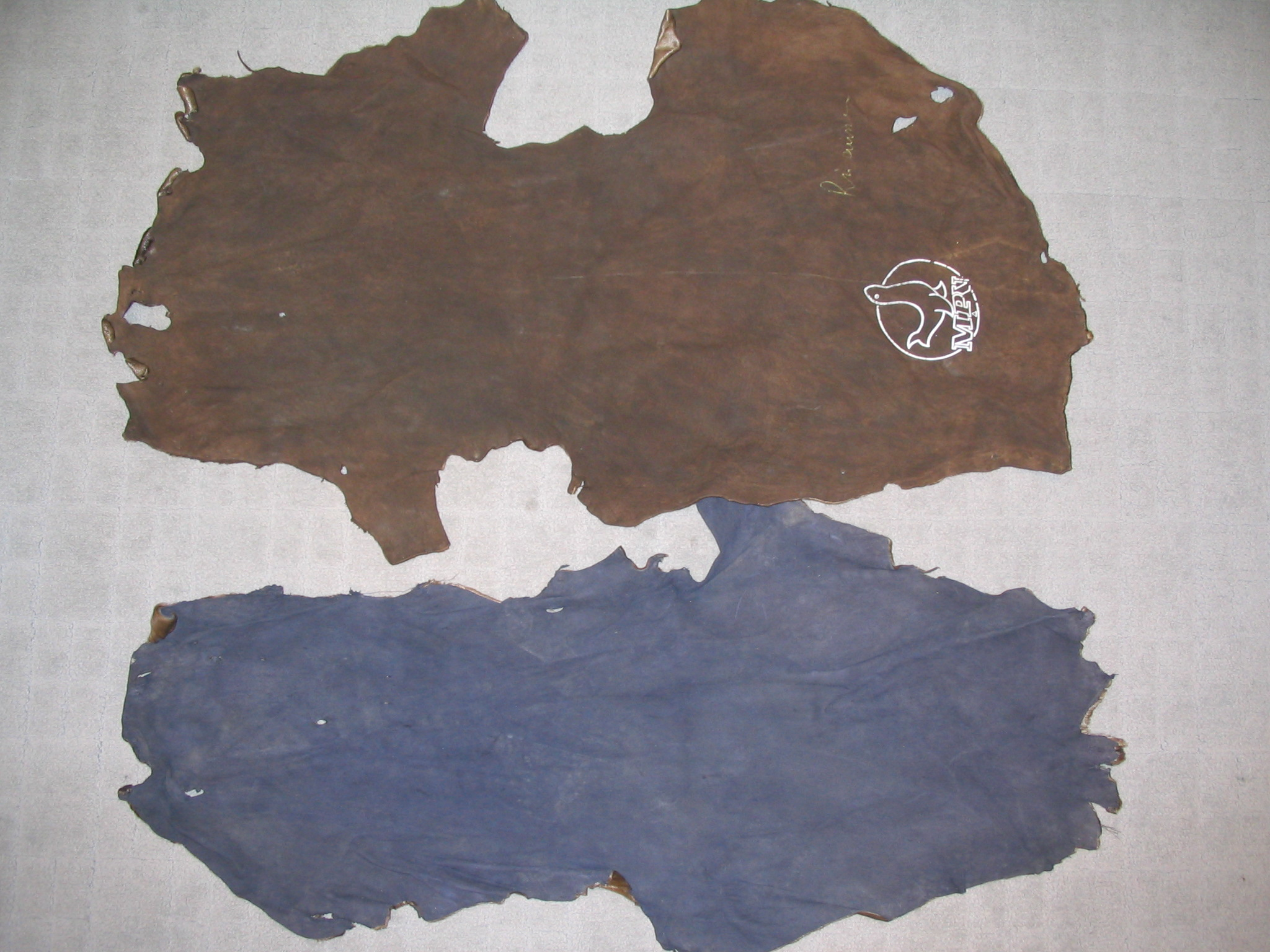
Zwei Rocksealfelle, gestempelt („MPV“ mit Abbildung einer Robbe) und ungestempelt

* Die aus China kommenden Felle tragen oft die Devisen und Firmen-Namen von Kürschnern und Fellhändlern. Nachstehend die zitierten Übersetzungen der oben abgebildeten, weil interessant ausgewählten chinesischen Fellstempel.
„No 1, ganz oben: Kiao sé = man liefert in allen Arten.
Darunter quer: Quán tsù tscháng Ky = Sehr großes Sortiment (Devise des Geschäfts)
In der Mitte von oben nach unten: Tsé pán júj = Man richtet die von Tibet kommenden Felle selbst zu
Rechts: Kien suen tin Kao = Allerbeste Qualität
Links: Pou si Kong pen = Keine Unkosten werden gescheut
No 2. Yeau fong yang hang = Lager ausländischer Waren
No 3. Tien chouen tchen = Vom Himmel begünstigter Laden
No 4. Pou Kiao Kong Ky = Nur gute Waren liefernd
No 5. In der Mitte das Wort: fou: Glück
No 6. Hin tan heou = Liefert Ware jeder Art
No 7. Nagi tchou ho = Gesellschaft mit Gerechtigkeit verkaufend
No 8. Hin tay ho = Gesellschaft Waren aller Art liefernd.“